# Dish México
Dish México (oficialmente: Dish México, S de R.L. de C.V.) ou Dish é uma empresa mexicana de telecomunicações fundada em 2008 após uma joint venture entre a MVS Comunicaciones do México e a Dish Network dos Estados Unidos, é a principal rival da Sky México do Grupo Televisa.

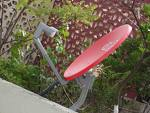
Antena de Dish México em um telhado.

Em 2008, quando foi fundada não incluía os canais de televisão aberta, El Canal de las Estrellas e Canal 5 da Televisa e Azteca Trece e Azteca 7 da TV Azteca até 2013, quando uma lei contestada pelo Instituto Federal de Telecomunicações (IFT) promoveu uma lei onde todos os provedores de televisão por satélite deve incluir o canais que têm cobertura de 50% do território mexicano, excluindo a Gala TV (agora Nueve) porque não tinha cobertura nacional total e era operada pela subsidiária regional da Televisa (Televisa Regional).